# Феодора Дукена Ватацина
Феодора Дукена Ватацина себто  Феодора, дочка воєводи Ватаца бл. 1239 — 4 березня 1304) — спочатку нікейська, згодом східнохристиянська, ромейська і грецька господариня. Відома також як Феодора Дукена Комніна Палеологіна.

## Життєпис
Походила зі знатного ромейського роду Ватаців (Ватаків). Єдина донька себастократора Іоанна Воєводи (Дуки) Ватаца і його законної жони Євдокії з роду Ангелів (Ангеліни).
Народилася близько 1239 року по Різдві Христовім за сучасним християнським календарем. Вже 1240 року раптово помирає батько, виховувалася матір'ю при дворі свого родича - царя Іоанна III з роду Воєводи (Дуки) Ватаца. У 1251 або 1252 році помирає її мати, цариця Євдокія Ангеліна. Опіку над Феодорою взяв сам цар, який у 1253 році видав її заміж за майбутнього царя Михайла з роду Палеологів (Старословів). У 1254 році помирає сам цар Іоанн III. У 1256 році разом з чоловіком, що змовився з провідником магометан, турецьким султаном Руму (Ромеї) Кейкубадом II, опинилася у вигнанні за наказом царя Феодора II.
У 1259 році після смерті імператора Феодора II чоловік Феодори зумів стати співімператором разом з Іоанном IV. Тоді Ватацину було короновано імператрицею. У 1261 році після захоплення нікейськими військами Константинополя було відновлено Візантійську імперію. У серпні того ж року у Св. Софії відбулася церемонія увінчанія Феодори як імператриці Візантії. В цей час чоловік Феодори став розмірковувати над розлученням з тим, щоби одружитися з вдовою Іоанна III — Анною Гогенштауфен (Палеолог побоювався зведеного брата останньої — Манфреда, короля Сицилії, союзника Епірського деспотату). Феодорі вдалося цьому запобігти завдяки підтримці константинопольського патріарха Арсенія Авторіана. До того ж у Анни не склалися стосунки з Михайлом VIII.
Згодом, незважаючи на спроби, імператриця Феодора не здобула значної політичної ваги. Вона намагалася впливати на чоловіка щодо отримання помилувань для сановників, проте без особливого успіху. Більшу увагу вона приділяла освіті доньок, меценатству, підтримці православної церкви та монастирів. Тому виступала проти єднання (унії) з латинянами і підпорядкування Східної Церкви (і східних християн) Отцям Риму, яке готував її чоловік у 1274 році.
У 1282 році помирає її чоловік. 
Цариця Феодора не втручалася у політику свого сина, царя Андроніка II. Повністю зосередила увагу на підтримці переписувачів рукописів, яким надала чималі кошти. Власним коштом спорудила церкву Іоанна Предтечі з південного боку монастирі Ліпса в Константинополі. Померла у 1304 році.

## Родина
Чоловік — Михайло VIII Палеолог, візантійський імператор.
Діти:
- Мануїл (1255—1258)
- Ірина (1256–до 1328), дружина Івана Асена III, царя Болгарії
- Андронік (1259—1332), візантійський імператор
- Анна (1260—1299/1300), дружина деспота Деметрія Дуки Комніна Кутрула
- Костянтин (1261—1306), деспот
- Феодора (д/н), дружина Давида VI, царя Грузії
- Феодор (бл. 1263 — після 1310), деспот
- Євдокія (1265—1302), дружина Іоанна II, імператора Трапезундської імперії